# Канделаки, Константин Платонович
Константин Платонович Канделаки или Катева Канделаки (груз. კონსტანტინე პლატონის ძე კანდელაკი, 14 мая 1883, Самтредиа, Имеретия — 11 октября 1958, Лозанна) — меньшевик, грузинский политик, член Учредительного собрания Грузии (1919—1921), министр финансов и торговли в правительстве независимой Грузии, политический эмигрант, диктор радио «Свобода».
Не следует путать с Константином Ефимовичем Канделаки (1879—1938), также меньшевиком, депутатом Государственной думы II созыва от Батумской области и Сухумского округа

## Биография
Родился в 1883 году в дворянской семье азнаури в Самтредиа. Старший сын Платона Канделаки и Натальи Каджая. В 1890-х годах учился в Кутаисской семинарии, где познакомился с социалистическими идеями. Окончил Московский коммерческий институт со званием кандидат по экономике. В студенческие годы он стал членом Российской социал-демократической партии, состоял в меньшевистской фракции. После завершения учебы он вернулся на родину, стал участвовать в развитии кооперативного движения в Грузии и стал одним из его лидеров и пионером в этом начинании. В последующие годы он был одним из председателей инициаторов создания Союза закавказских потребителей, автор ряда работ по экономике Грузии. В 1909 году он опубликовал в Тбилиси свою первую книгу — «Кооперация (Сотрудничество), теория, история и практика». В 1914 году вышла вторая книга Константина Канделаки — «Счета и случаи финансирования кредитных операций». Был председателем Закавказского отделения Всероссийского кооперативного банка (Народный банк Москвы).
В 1918 году он был членом парламента Демократической Республики Грузии.
Константин Канделаки был заместителем министра финансов и торговли Георгия Журули в 1918—1919 годах, а с 21 марта 1919 по 1921 год — министром. Подготовка к созданию национальной валюты началась при непосредственном участии К. П. Канделаки в конце мая 1918 года. В июне 1918 года был основан «Грузинский денежный фонд». Эскизы художника Иосифа Шарлеманя победили на конкурсе изображений для первых денежных знаков Грузинской демократической республики. Эти рисунки стали основой изображений на грузинских банкнотах, выпущенных в июле 1919 года. Факсимиле его подписи и подписи председателя правительства стояло на каждой грузинской купюре. В результате его осмотрительной деятельности стало возможным поддерживать относительно стабильный курс грузинской валюты, в отличие от валют соседних стран, которые значительно обесценивались. Чтобы укрепить грузинскую валюту, нужно было получить кредит у какой-либо из европейских стран. С этой целью в 1920 году ему было поручено возглавить Экономическую миссию в Европе, работавшую в Италии, Франции и Великобритании. Константин Канделаки смог получить необходимый кредит в Англии.
12 марта 1919 года он был избран членом Учредительного собрания Республики Грузия по списку Социал-демократической партии Грузии.
С марта 1921 года Константин Канделаки вместе с другими членами национального правительства эмигрировал. Первое время оставался в Стамбуле, позже переехал во Францию. Активно участвовал в политической и общественной жизни, публиковал статьи экономического и политического содержания в эмигрантской периодике и подготовил фундаментальное исследование об экономике и политической истории Грузии. Во время Второй мировой войны участвовал в спасении грузинских евреев во время нацистской оккупации Франции выдавая соответствующие документы независимого правительства Грузии, благодаря которым были спасены не только евреи, но и грузины из нацистских концентрационных лагерей.
11 октября 1958 года Константин Канделаки скончался от тяжёлой болезни в Лозанне, где проходил лечение. 18 октября он был похоронен на грузинском кладбище в Лёвиле.
Младшим братом Константина Канделаки был Симон Канделаки (1887—1946), специалист по тропическим инфекционным болезням, доктор медицины. В 1913 году окончил медицинский факультет в Тельцовском университете. Продолжил образование в Риме, Лондоне, Париже и Гамбурге. Он был организатором исследований тропических инфекций в Грузии и директором Института медицинской паразитологии и исследований тропической медицины в Тбилиси.

## Труды
- «Каковы факты» (из экономической жизни Грузии), Париж, 1927
- «Экономический кризис», Париж, 1932
- «Грузинская Национальная Ферма», Ц. 1: Территория и население, Париж, 1935. Эта работа является частью лекций ученого «Ассоциация грузинских студентов во Франции». Вторая книга этой монографии — "Независимая Грузия. Ее «социально-экономический статус» была опубликована после смерти автора в 1960 году в Париже.
- «Грузинский вопрос перед свободным миром» Париж, 1953.